# Radical

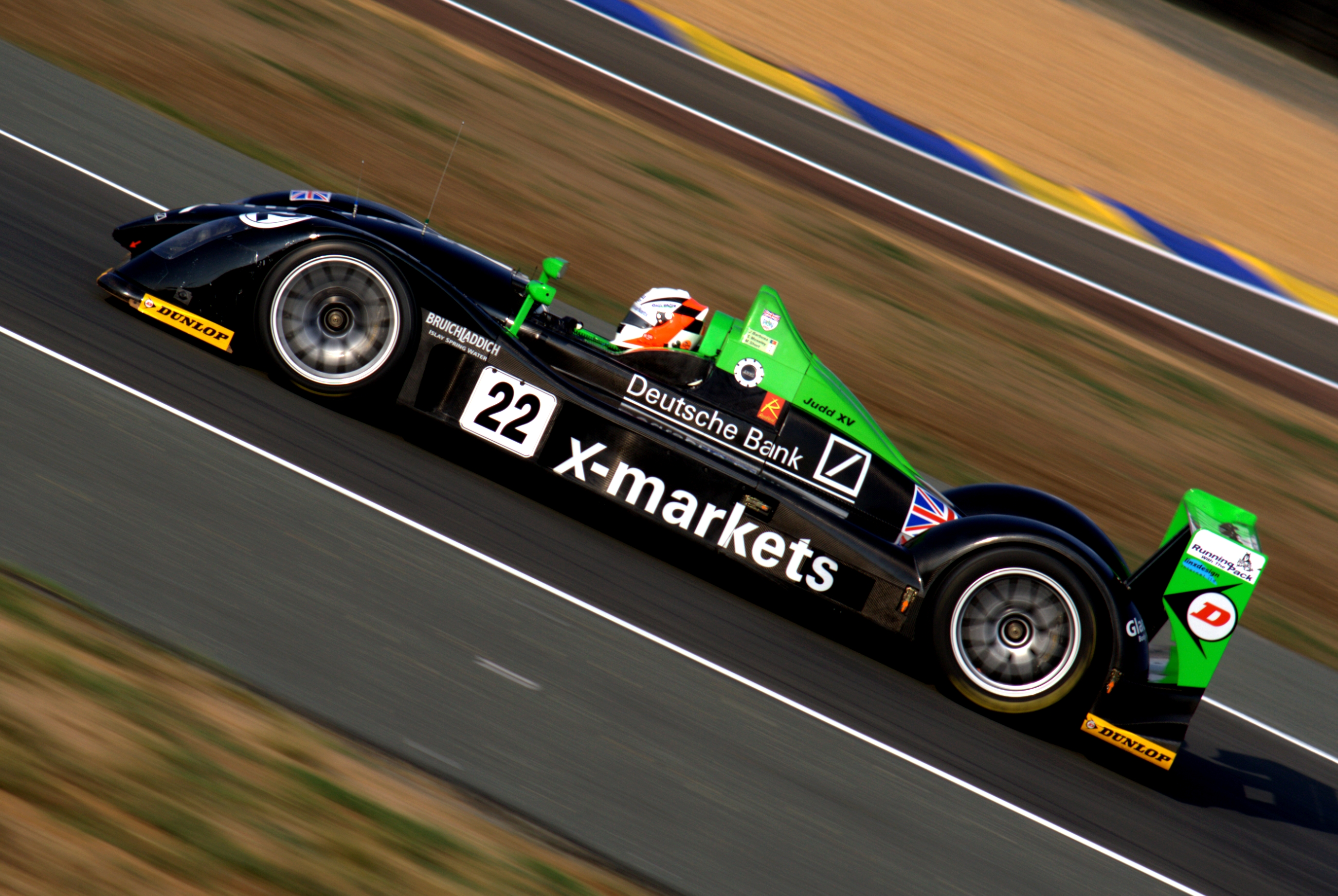
Ein Radical SR9 beim 24-Stunden-Rennen von Le Mans (2006)

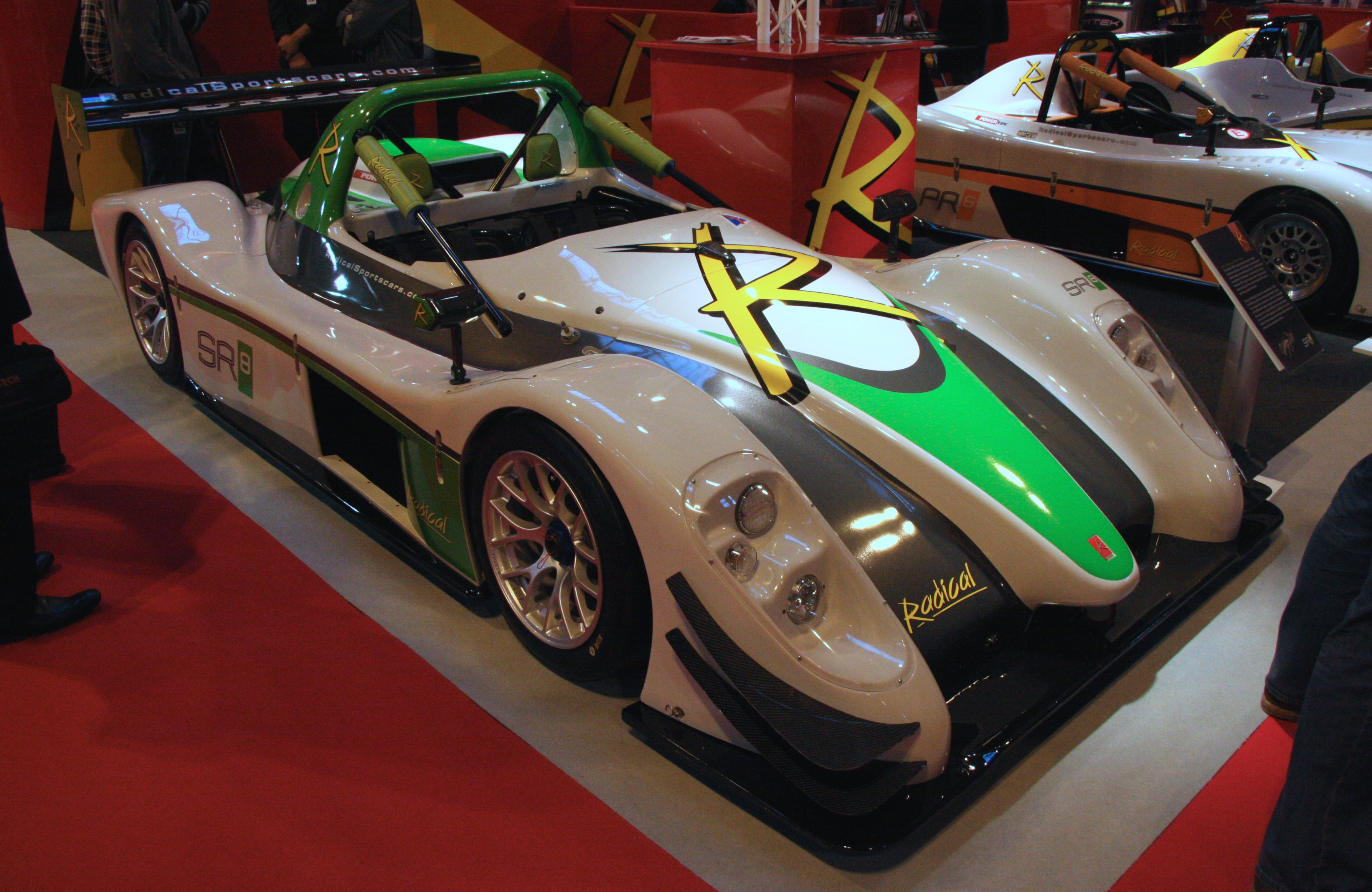
Radical SR8

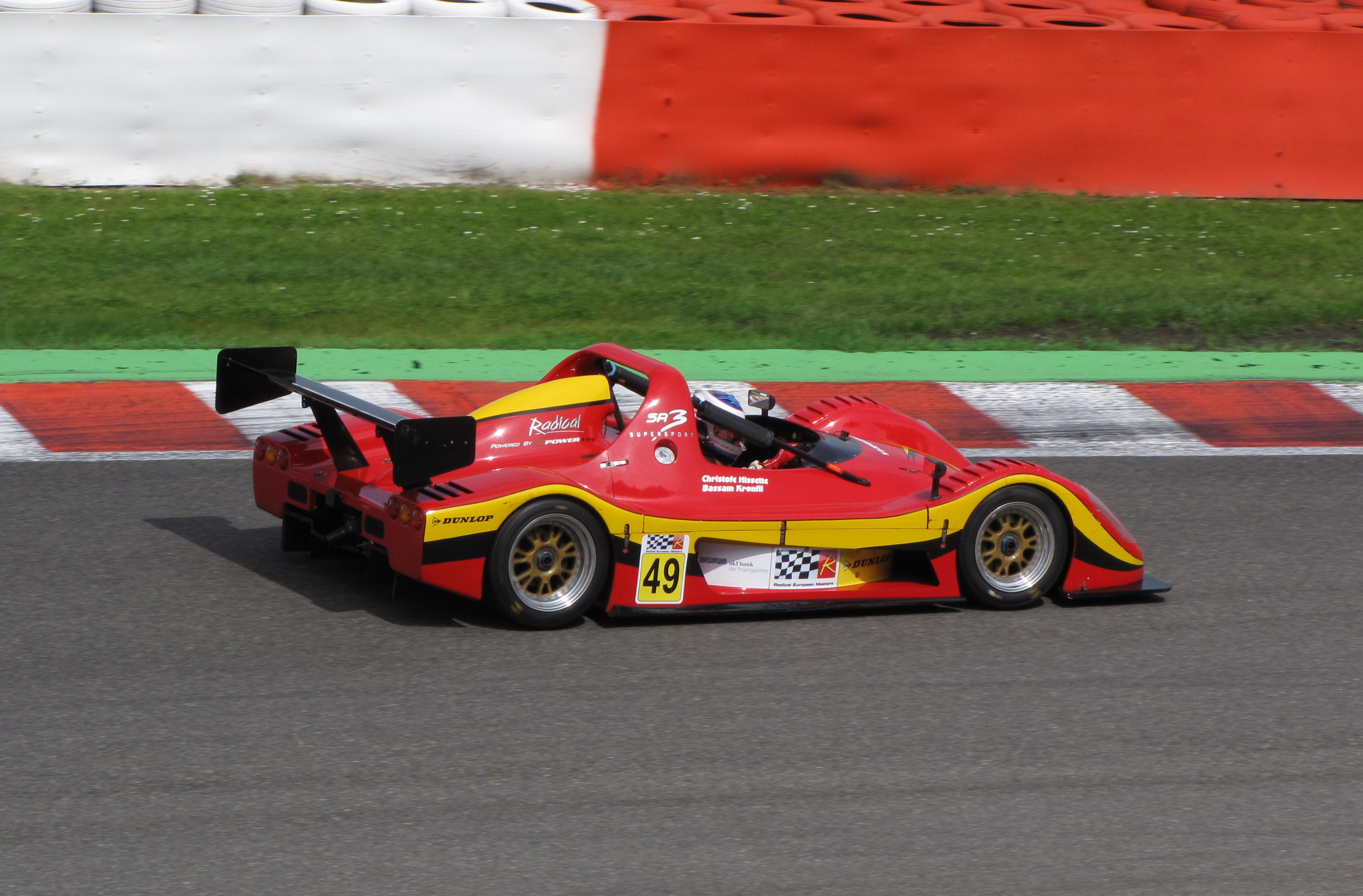
Radical SR3 in Spa 2009

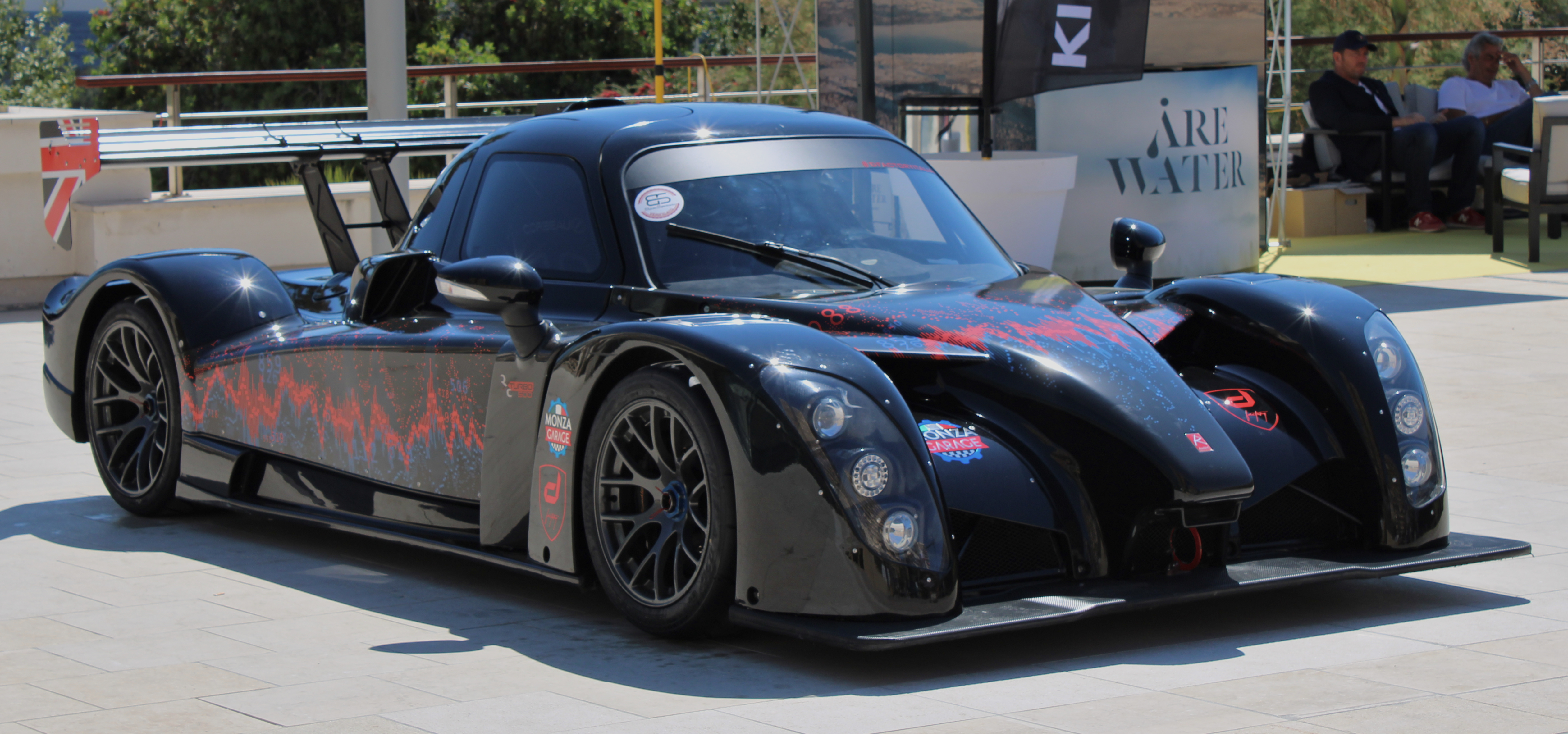
Radical RXC in Monaco 2019

Radical ist eine britische Sportwagenmarke. Das Unternehmen produziert Rennfahrzeuge, die mittlerweile nach geltendem EU-Recht europaweit eine Straßenzulassung erhalten können. Radical wurde im Jahr 1997 von Mick Hyde und Phil Abbott gegründet. Das Unternehmen hat sich in der Zwischenzeit vom Kleinsthersteller von Rennwagen zu einem respektierten Fabrikanten spezialisierter Rennfahrzeuge entwickelt.
Das Konzept der Autos basiert auf einem sehr leichten und kompakten Rennwagenchassis. Dieses wird mit Motoren von sogenannten Superbikes ausgerüstet. Nach ersten Rennerfolgen im Jahr 1996 folgten weitere nach der Firmengründung. 1999 wurde in Donington Park das erste Rennen durchgeführt, bei dem ausschließlich 27 von Radical gebaute Fahrzeuge teilnahmen. Das erste Auto war der Radical Clubsport. Er war mit dem Motor der Kawasaki ZZR 1100 ausgerüstet und leistete etwa 120 kW. Der SR3 (2002) und der SR4 (2004) gelten als Weiterentwicklungen des originalen Clubsport 1100.

## Modelle

### Radical SR3
Der vom Rennwagendesigner Mike Pilbeam entworfene SR3 ist das erfolgreichste Modell von Radical. Das Fahrzeug ist in einer extremen Leichtbauweise gefertigt und kommt so auf ein Eigengewicht von unter 600 kg. Dies entspricht je nach Motorvariante bei 151–193 kW (205–262 PS) einem Leistungsgewicht von 2,9 kg/PS bzw. 2,3 kg/PS. Damit beschleunigt der SR3 in rund drei Sekunden von 0 auf 100 km/h. Der Radical SR3 ist auch als straßentaugliche Version erhältlich. Diese ist mit einem 2,0-Liter-EcoBoost-Motor von Ford ausgestattet, der bis zu 224 kW (304 PS) leistet.

### Radical SR8
Der Radical SR8 basiert auf dem Chassis des sehr erfolgreichen SR3 und wurde erstmals 2005 vorgestellt. Im Radical SR8 ist ein 2,6-Liter-V8-Aggregat aus zwei zusammengebauten Suzuki-Hayabusa-1300-Motoren verbaut, das 265 kW (360 PS) leistet und Drehzahlen bis 10.500/min erlaubt.
Das Eigengewicht des Radical SR8 liegt bei 600 kg. Damit ergibt sich ein Leistungsgewicht von 1,6 kg/PS. Dieses extreme Leistungsgewicht erlaubt eine Beschleunigung von 0 auf 100 km/h in ca. 2,8 Sekunden. Die Aerodynamik erlaubt in Verbindung mit Sportreifen eine maximale Kurvenbeschleunigung von bis zu 2,7 g. Am 28. September 2005 fuhr Michael Vergers auf einem Radical SR8 mit 265 kW (360 PS) auf der Nordschleife des Nürburgrings eine Runde in 6:56,01 Minuten. Da dieser Sportwagen eine britische Einzelzulassung (Single Vehicle Approval), aber keine deutsche Straßenzulassung hatte, hat die Zeitschrift sport auto ihre Trophy für die Bestleistung von in Deutschland straßenzugelassenen Fahrzeugen nicht dem Radical zuerkannt.
Eine leistungsgesteigerte Variante stellt der Radical SR8 LM dar, der von einem 2,8-Liter-V8-Aggregat angetrieben wird, das 331 kW (450 PS) leistet (Leistungsgewicht 1,3 kg/PS). Der Radical SR8 kostet ca. 100.000, der SR8 LM 120.000 Euro und ist auch mit für eine britische Straßenzulassung nötigem Zubehör (Blinker, Handbremse, Schalldämpfer mit Katalysator usw.) erhältlich.

### Radical RXC
Der Radical RXC ist das erste Modell des Herstellers mit Dach. Es wurde im Herbst 2013 vorgestellt und ist auch als straßenzugelassene Variante erhältlich. Seit Anfang 2015 wird der RXC auch als Spyder verkauft. Dieser erhält allerdings keine Straßenzulassung.